# علي حفيظ
علي عبد الله حفيظ مواليد 21 فبراير 1997 لاعب كرة قدم يمني يجيد اللعب في خط الهجوم في وحدة عدن ومنتخب اليمن.

## روابط خارجية
- علي حفيظ على موقع قاعدة بيانات كرة القدم.إي يو (الإنجليزية)
- علي حفيظ على موقع ناشيونال فوتبول تيمز (الإنجليزية)
- علي حفيظ على موقع Soccerway.com (الإنجليزية)
- علي حفيظ على موقع كووورة